# ماتياس فيلا
ماتياس فيلا (بالإسبانية: Matías Vila) هو لاعب هوكي الحقل أرجنتيني، ولد في 7 يوليو 1979.

## وصلات خارجية
- ماتياس فيلا على موقع اللجنة الأولمبية الدولية (الإنجليزية)
- ماتياس فيلا على موقع أوليمبيديا (الإنجليزية)